# ABC-Abwehrregiment 1
Das ABC-Abwehrregiment 1 (auch: ABC-Abwehrregiment 1 oder ABCAbwRgt 1) ist ein Verband  der ABC-Abwehrtruppe in der Streitkräftebasis und untersteht dem ABC-Abwehrkommando der Bundeswehr. Das Regiment ist in der Barnim-Kaserne im brandenburgischen Strausberg disloziert. Mit Abschluss der Aufstellung des Regiments stärken die Streitkräfte die Atomar, Biologisch, Chemisch-Abwehrtruppe und gehen einen wichtigen Schritt in der Fokussierung auf die Landes- und Bündnisverteidigung.

## Kommandeure
| Nr. | Name                          | Beginn der Amtszeit | Ende der Amtszeit |
| --- | ----------------------------- | ------------------- | ----------------- |
| 2   | Oberstleutnant Tobias Trümper | 29. Feb. 2024       | –                 |
| 1   | Oberstleutnant Frank Prause   | 6. Apr. 2022        | 29. Feb. 2024     |

## Internes Verbandsabzeichen
Das Bordeauxrot der ABC-Abwehrkräfte, das Wappen der Stadt Strausberg und das taktische Zeichen der ABC-Abwehrtruppe zieren das Verbandsabzeichen des ABC-Abwehrregiments 1.